# 氟化钪
氟化钪是一种离子化合物，化学式为ScF
3。它有着三氟化钒（VF3）的结构，与二氧化铼的ReO3结构单元类似，有六配位的金属离子。它微溶于水，在过量氟化物的存在下形成ScF3−
6而可溶。

## 制备
氟和钪的反应可以生成ScF3。氟化氢铵在高温处理钪钇石也能得到氟化钪。
Sc2O3 + NH4HF2 → 2 ScF3 + 6 NH4F + 3 H2O

## 性质
氟化钪有着负热膨胀效应这一不寻常的性质，即它在加热的时候收缩。